# 卡苏拉
卡苏拉，是西班牙卡斯蒂利亚-莱昂萨莫拉省的一个市镇。 总面积8平方公里，总人口98人（2001年），人口密度12人/平方公里。